# Rhus punjabensis
Rhus punjabensis là một loài thực vật có hoa trong họ Đào lộn hột. Loài này được J.L. Stewart ex Brandis miêu tả khoa học đầu tiên năm 1874.